# Mirfak
Mirfak (Alfa Persei, α Per) – najjaśniejsza gwiazda w konstelacji Perseusza. Jest oddalona od Słońca o około 506 lat świetlnych

## Nazwa
Gwiazda ma nazwę własną Mirfak, która oznacza „łokieć” i pochodzi od arabskiego wyrażenia ‏المرفق الثريا‎ al-mirfaq aṯ-ṯurayyā, „łokieć Plejad”. Nazwa występowała też w wariantach Marfak i Mirzac. Inna nazwa, Algenib, i jej warianty (Algeneb, Elgenab, Genib, Chenib, Alchemb, Alcheb) pochodzą od arab. ‏الجنب‎ al-ǧanb, „bok”. Międzynarodowa Unia Astronomiczna w 2016 roku formalnie zatwierdziła użycie nazwy Mirfak na określenie tej gwiazdy.

## Charakterystyka obserwacyjna

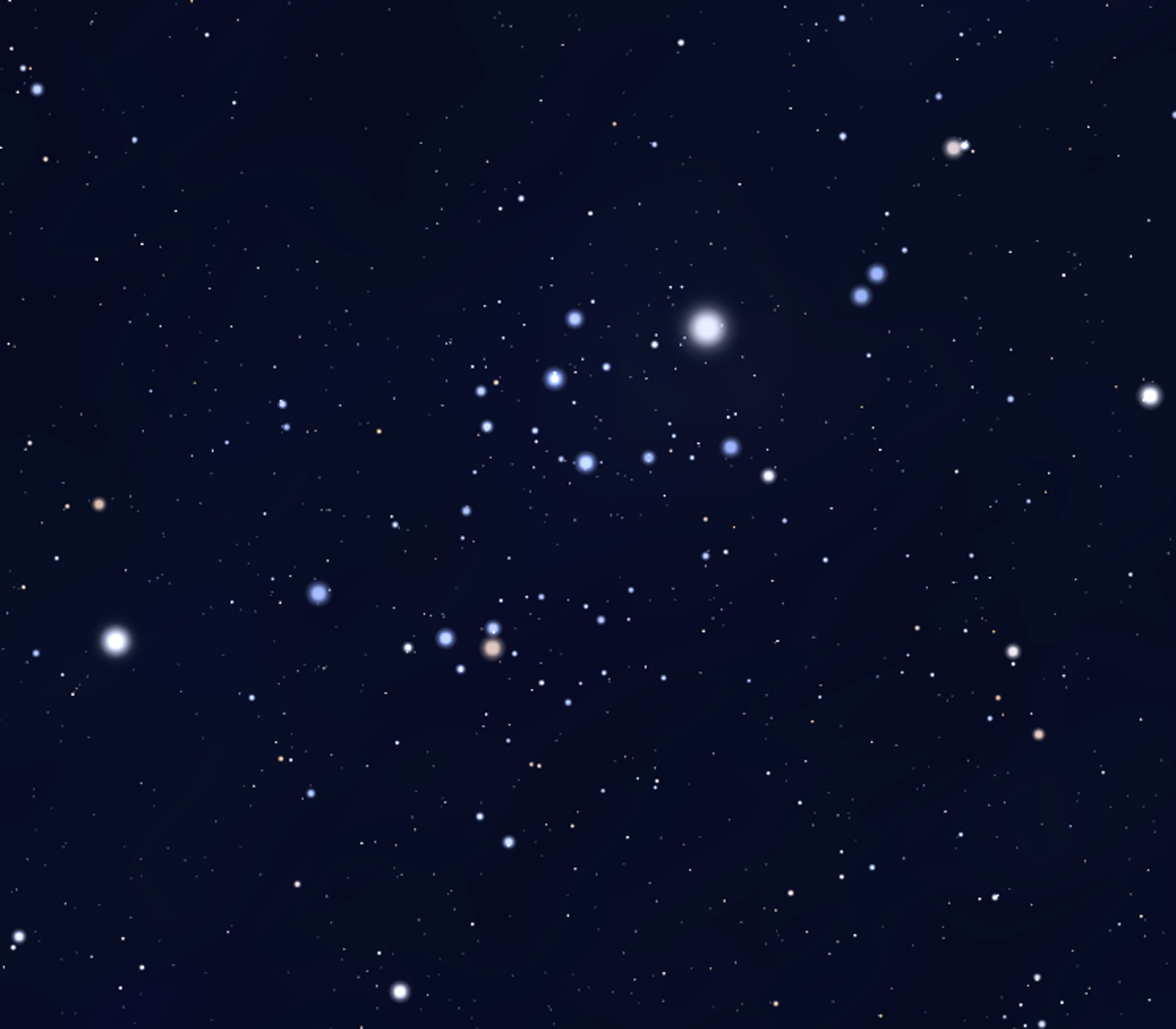
Wizualizacja asocjacji Alfa Persei

Jest najjaśniejszą gwiazdą asocjacji Perseus OB3 (nazywanej także asocjacją Alfa Persei lub Melotte 20), składającej się głównie z młodych i gorących białych i niebieskich gwiazd, które narodziły się z obłoku gazu i pyłu ok. 50 milionów lat temu. Asocjacja ta jest widoczna gołym okiem i stanowi doskonały obiekt do obserwacji za pomocą lornetki lub małego teleskopu. W przyszłości gwiazdy te rozproszą się, gdyż oddziaływanie grawitacyjne między nimi jest dość słabe.

## Charakterystyka fizyczna
Mirfak to żółtobiały nadolbrzym typu widmowego F5, około 5300 razy jaśniejszy od Słońca. Jego masa jest ponad siedmiokrotnie większa od słonecznej, a promień około 55 razy większy od promienia Słońca.
Na diagramie Hertzsprunga-Russella Mirfak znajduje się na granicy obszaru zajmowanego przez cefeidy, jest zatem pomocny przy badaniu tych niezwykle ważnych świec standardowych, które służą do określania odległości odległych obiektów, np. galaktyk.

### Zmienność prędkości radialnej
W 2012 roku badania spektrum Mirfaka ukazały, że wykazuje on okresową zmienność prędkości radialnej. Może ona świadczyć o pulsacjach lub niejednorodnościach powierzchni gwiazdy (takich jak plamy słoneczne), ale też o możliwym istnieniu planety, gazowego olbrzyma okrążającego gwiazdę. Autorzy odkrycia za najbardziej prawdopodobny scenariusz uznali występowanie niejednorodności powierzchni, gdyż obserwowany okres zmienności (128 dni) jest bliski przewidywanemu okresowi obrotu gwiazdy, około 130 dni.